# Lütow
Lütow er en by og kommune i det nordøstlige Tyskland, beliggende i Amt Am Peenestrom under Landkreis Vorpommern-Greifswald. Landkreis Vorpommern-Greifswald ligger i delstaten Mecklenburg-Vorpommern. Kommunen var indtil 1. januar 2005 en del af Amt Wolgast-Land.

## Geografi
Lütow er beliggende på den nordvestlige del af øen Usedom på halvøen Gnitz, der fra Usedom stikker ud i Achterwasser. Kommunen ligger ca. ni kilometer øst for Wolgast og tre kilometer syd for Zinnowitz. Nord for kommunen går Bundesstraße B 111. Lütow er beliggende i Naturpark Insel Usedom.
Til kommunen hører den 99,14 ha store ø Görmitz i Achterwasser, der er forbundet med Gnitz med en dæmning. Øen er et Naturschutzgebiet.

## Eksterne kilder og henvisninger
- Wikimedia Commons har flere filer relateret til Lütow
- Byens side Arkiveret 12. marts 2017 hos  Wayback Machine på amtets websted
- Statistik Arkiveret 2. februar 2017 hos  Wayback Machine
- Naturpark Insel Usedom